# آرزو رحیموف
آرزو رحیمف (انگلیسی: Arzu Rahimov؛ زادهٔ ۱ اکتبر ۱۹۶۴) یک سیاستمدار آذربایجانی و رئیس سرویس دولتی بسیج عمومی و نظام وظیفه جمهوری آذربایجان است.

## اوایل زندگی
آرزو رحیمف ۱ اکتبر سال ۱۹۶۴ در شهر نخجوان آذربایجان شوروی سابق به دنیا آمد. بین سال‌های ۱۹۸۶ تا ۱۹۸۹ در آکادمی عالی نظامی - سیاسی ارتش در شوروی (روسیه کنونی) درس خواند. در سمت‌های مختلفی در نیروهای مسلح شوروی خدمت کرد. به دنبال استقلال جمهوری آذربایجان از شوروی در میان سالهای ۱۹۹۲ الی ۲۰۰۴ به کارنامه نظامی خود در نیروی مرزبانی جمهوری آذربایجان ادامه داده و از افسر ارشد به فرمانده یک واحد نظامی ارتقاء یافت. در سال ۲۰۰۴ به درجه سرلشکری و در سال ۲۰۲۱ به درجه سپهبدی نائل شد.

## فعالیت‌های سیاسی
آرزو رحیمف در سال ۲۰۰۴ به ریاست گارد مرزی خودات رسید. در سال ۲۰۰۶ به عنوان معاون نخست نیروی مرزبانی جمهوری آذربایجان منصوب شد. ۳۰ آوریل سال ۲۰۰۷ مسئولیت سرویس دولتی تازه‌تاسیس امور مهاجرت جمهوری آذربایجان را به عهده گرفت. از وی به منزله مسئول حرفه‌ای و آگاه از مسائل مهاجرت یاد می‌شود.
در سال ۲۰۱۲ بود که آرزو رحیمف به عنوان رئیس سرویس دولتی بسیج عمومی و نظام وظیفه جمهوری آذربایجان تعیین شد.
علاوه بر زبان مادری خود ترکی آذربایجانی، به زبان روسی نیز تسلط کامل دارد.
از آرزو رحیمف در پاس خدمات خود با اهدای ۱۰ نشان تقدیر به عمل آمده است.